# 방어산
방어산(防禦山)은 대한민국 경상남도 진주시와 함안군에 걸쳐있는 산이다. 1993년 12월 16일에 군립공원으로 지정되었다.

## 문화재
- 함안 방어산 마애약사여래삼존입상 - 보물 제159호

## 같이 보기
- 한국의 산